# Cristián Maquieira
Cristían Maquieira Astaburuaga (1949), es un diplomático chileno, antiguo embajador de Chile en Paraguay. En su carrera diplomática ha sido representante permanente alterno de Chile ante Naciones Unidas, en Nueva York; director de Organismos Internacionales de la Cancillería y asesor político en la misión de observadores de Naciones Unidas en Centroamérica (ONUCA) en Tegucigalpa.

## Primeros años de vida
Hijo del diplomático Fernando Maquieira Elizalde y de Julia Astaburuaga Larraín (1919-2016), es hermano suyo el poeta Diego. Nieto de Jorge Astaburuaga Lyon; bisnieto del diplomático Jorge Astaburuaga Vergara y de Carlos Larraín Claro.
Está casado con la abogada paraguaya, Pamela Godoy-Maquieira.

## Vida pública
Ingresó al Servicio Exterior en 1972. En su destacada carrera diplomática ha sido Representante Permanente Alterno de Chile Ante Naciones Unidas, en Nueva York; Director de Organismos Internacionales de la Cancillería; asesor político en la Misión de Observadores de Naciones Unidas en Centroamérica (ONUCA) en Tegucigalpa, Honduras. Por dos periodos se desempeñó en la Misión Permanente de Chile ante Naciones Unidas, en Nueva York, Estados Unidos; y en la Misión de Chile ante los Organismos Internacionales en Ginebra, Suiza, entre otras funciones. Se desempeñó como Director de Medio Ambiente, Antártica y Mar del Ministerio de Relaciones Exteriores desde 2005.
El Gobierno de Paraguay concedió su beneplácito para la designación de Cristián Maquieira Astaburuaga como Embajador Extraordinario y Plenipotenciario de Chile en ese país.
Maquieira Astaburuaga ha cumplido importantes funciones dentro del Ministerio de Relaciones Exteriores como, Jefe de la Delegación de Chile a la conferencia para el establecimiento de una Organización Regional de Pesca para el Pacífico Sudeste. Destaca también su rol como Presidente de la Asamblea de Estados Partes de la Convención de Naciones Unidas sobre el Derecho del Mar, en Nueva York; Coordinador de la Delegación de Chile como miembro no permanente del Consejo de Seguridad; Coordinador del Grupo de Río en la 26.ª Sesión Especial de la Asamblea General de Naciones Unidas sobre VIH/sida; Presidente del Comité Preparatorio de la 24.ª Sesión Especial de la Asamblea General de Naciones Unidas sobre "Copenhague +5". Cristián Maquieira ostenta el grado de Embajador desde 1997.
Mientras era embajador de Chile en Paraguay en el año 2012 el gobierno de chile decide retirarlo luego del juicio político parlamentario que destituyó a Fernando Lugo. Dos días después (24 de junio) el Ministerio de Relaciones de Chile decidió que el embajador de Chile acreditado en Paraguay regresara a Asunción, con el especial propósito de informarse cabalmente de la realidad paraguaya y del proceso electoral que se ha iniciado en ese país, con miras a las elecciones de 21 de abril de 2013.